# Kijevci (Sjenica)
Kijevci (em cirílico: Кијевци) é uma vila da Sérvia localizada no município de Sjenica, pertencente ao distrito de Zlatibor. A sua população era de 229 habitantes segundo o censo de 2011.

## Demografia
| 1948 | 1953 | 1961 | 1971 | 1981 | 1991 | 2002 | 2011 |
| ---- | ---- | ---- | ---- | ---- | ---- | ---- | ---- |
| 338  | 361  | 418  | 340  | 288  | 233  | 151  | 229  |